# Підняти завісу!
Підняти завісу! (англ. Ring Up the Curtain) — американська короткометражна кінокомедія режисера Альфреда Дж. Гулдінга 1919 року.

## Сюжет
Гарольд працює реквізитором в театрі. Одного разу він закохується в актрису гастролюючої трупи.

## У ролях
- Гарольд Ллойд — Гарольд
- Бебе Деніелс — провідна актриса
- Снуб Поллард — провідний актор
- Бад Джеймісон — актор
- Ной Янг — актор
- Едіт Депью
- Флоренс Депью
- Біллі Фей
- Вільям Гіллеспі
- Оскар Ларсон